# Lixus paraplecticus
Espèce
Lixus paraplecticus est une espèce d'insectes coléoptères appartenant à la famille des Curculionidae, du genre Lixus et du sous-genre Lixus (Lixus). 

## Description
Relativement grande, elle mesure de 12 à 24 mm de longueur. Ses élytres sont allongés, finement pubescents et son pronotum ne possède pas de protubérance derrière les yeux, la tête est donc à peine marquée, elle se prolonge par un long rostre. Le dessus du corps est de couleur jaunâtre avec des lignes longitudinales plus sombres et un apex plus clair. 
Les femelles possèdent un rostre noir brillant et les mâles un rostre de même couleur que le corps.

## Répartition
Eurasiatique, cette espèce se rencontre en Europe (rarement en Angleterre), jusqu'au nord en Scandinavie (sud et centre de la Suède et Finlande) et en Russie, et s'étend à l'est au Caucase, en Sibérie et en Asie centrale.

## Habitat
Lixus paraplecticus préfère les zones marécageuses ou proches des eaux. 

## Biologie
Les adultes sont surtout actifs au printemps et en automne et ce sont eux qui hibernent.
Les larves vivent sur la ciguë aquatique, la grande berle et d'autres apiacées (ombellifères).